# Juegos Suramericanos de Playa de 2019
Los Juegos Suramericanos de Playa 2019 fueron la 4.ª edición de estos juegos y se desarrollaron del 14 al 23 de marzo de 2019. El evento ha sufrido varias modificaciones de fechas y sede, pero, finalmente, en septiembre de 2017, Rosario (Argentina) fue anunciada como sede.
Fueron los primeros Juegos Suramericanos de Playa organizados en una ciudad sin salida al mar. Rosario se ubica sobre el río Paraná, que tiene unos 4 km de ancho en dicha zona.

## Candidatura
La ciudad de Pimentel, en Perú, obtuvo la sede para los IV Juegos Suramericanos de Playa, a realizarse en el año 2015, pero fueron postergados por la falta de presupuesto para la infraestructura deportiva y la presencia del fenómeno de El Niño; siendo la segunda vez que una sede postergaba unos juegos luego del retraso que sufrieron los III Juegos; por lo que fueron aplazados para el mes octubre de 2016, no obstante en diciembre de 2015 se decidió nuevamente posponerlos para febrero de 2017, debido a que la anterior fecha se encontraba muy cercana a la de los III Juegos Bolivarianos de Playa realizados en Iquique, Chile. Luego se trasladaron a mayo, Sin embargo, el alcalde de la ciudad de Pimentel informó que la sede en su localidad fue descartada definitivamente.
Los Juegos fueron postergados para el año 2019; y en septiembre de 2017 fue anunciada oficialmente la ciudad de Rosario, en Argentina, como sede.

## Países participantes
| Equipos participantes | Equipos participantes | Equipos participantes | Equipos participantes |
| --------------------- | --------------------- | --------------------- | --------------------- |
| Argentina (ARG) (119) | Chile (CHI) (110)     | Panamá (PAN) (6)      | Uruguay (URU) (57)    |
| Aruba (ARU) (9)       | Colombia (COL) (68)   | Paraguay (PAR) (77)   | Venezuela (VEN) (95)  |
| Bolivia (BOL) (16)    | Ecuador (ECU) (73)    | Perú (PER) (67)       |                       |
| Brasil (BRA) (62)     | Guyana (GUY) (20)     | Surinam (SUR) (4)     |                       |

## Deportes
| - Balonmano playa - Canotaje de mar - Esquí náutico - Fútbol playa (1) (detalles) - Natación en aguas abiertas | - Remo de mar - Rugby playa - Surf de remo - Skateboarding - Tenis de playa | - Triatlón - Vela - Voleibol playa |

## Calendario
| CI | Ceremonia de inauguración | ● | Competencia | 1 | Premiación | CC | Ceremonia de clausura |

| Marzo                | Marzo                | 14 Jue | 15 Vie | 16 Sáb | 17 Dom | 18 Lun | 19 Mar | 20 Mié | 21 Jue | 22 Vie | 23 Sáb | Eventos |
| -------------------- | -------------------- | ------ | ------ | ------ | ------ | ------ | ------ | ------ | ------ | ------ | ------ | ------- |
| Ceremonias           | Ceremonias           | CI     |        |        |        |        |        |        |        |        | CC     |         |
| Aguas abiertas       | Aguas abiertas       |        |        | 2      | 2      | 1      |        |        |        |        |        | 5       |
| Canotaje             | Canotaje             |        | 2      |        |        |        |        |        |        |        |        | 2       |
| Esquí Náutico        | Esquí Náutico        |        | ●      | 2      | 2      | 1      |        |        |        |        |        | 5       |
| Remo Coastal         | Remo Coastal         |        |        |        |        |        | 2      | 2      | 2      |        |        | 6       |
| Stand up Paddle Surf | Stand up Paddle Surf |        |        |        |        |        |        |        |        | 4      | 2      | 6       |
| Handball de playa    | Handball de playa    |        |        |        | ●      | ●      | 2      |        |        |        |        | 2       |
| Fútbol de playa      | Fútbol de playa      |        |        |        |        |        |        | ●      | ●      | ●      | 1      | 1       |
| Voleibol de playa    | Voleibol de playa    | ●      | ●      | 2      |        |        |        |        |        |        |        | 2       |
| Tenis de playa       | Tenis de playa       |        |        |        |        |        |        |        | ●      | ●      | 5      | 5       |
| Rugby de playa       | Rugby de playa       | ●      | ●      | 2      |        |        |        |        |        |        |        | 2       |
| Triatlón             | Triatlón             |        |        | 5      |        |        |        |        |        |        |        | 5       |
| Vela                 | Vela                 |        |        |        |        | ●      | ●      | ●      | ●      | ●      | 2      | 2       |
| Skateboarding        | Skateboarding        |        |        | 2      |        |        |        |        |        |        |        | 2       |
| Total de eventos     | Total de eventos     | 0      | 2      | 15     | 4      | 2      | 4      | 2      | 2      | 4      | 10     |         |
| Total acumulativo    | Total acumulativo    | 0      | 2      | 17     | 21     | 23     | 27     | 29     | 31     | 35     | 45     | 45      |
| Marzo                | Marzo                | 14 Jue | 15 Vie | 16 Sáb | 17 Dom | 18 Lun | 19 Mar | 20 Mié | 21 Jue | 22 Vie | 23 Sáb | Eventos |

## Medallero
| Núm.  | País            | Oro | Plata | Bronce | Total |
| ----- | --------------- | --- | ----- | ------ | ----- |
| 1     | Argentina (ARG) | 17  | 19    | 13     | 49    |
| 2     | Perú (PER)      | 13  | 2     | 4      | 19    |
| 3     | Brasil (BRA)    | 11  | 9     | 6      | 26    |
| 4     | Chile (CHI)     | 6   | 5     | 9      | 20    |
| 5     | Venezuela (VEN) | 3   | 8     | 9      | 20    |
| 6     | Colombia (COL)  | 2   | 4     | 7      | 13    |
| 7     | Ecuador (ECU)   | 1   | 2     | 2      | 5     |
| 7     | Paraguay (PAR)  | 1   | 2     | 2      | 5     |
| 7     | Uruguay (URU)   | 1   | 2     | 2      | 5     |
| 10    | Aruba (ARU)     | 0   | 2     | 1      | 3     |
| 11    | Bolivia (BOL)   | 0   | 0     | 0      | 0     |
| 11    | Panamá (PAN)    | 0   | 0     | 0      | 0     |
| 11    | Guyana (GUY)    | 0   | 0     | 0      | 0     |
| 11    | Surinam (SUR)   | 0   | 0     | 0      | 0     |
| Total | Total           | 55  | 55    | 55     | 165   |